# سامي خيامي
سامي خيامي مواليد (1948 – دمشق، سوريا). هو دبلوماسي سوري وعمل كسفير سوريا لدى المملكة المتحدة البريطانية.
درس الدكتور خيامي في كلا من جامعة بيروت في لبنان وجامعة ليون في فرنسا. شغل الدكتور خيامي العديد من المناصب المرموقة في سوريا بجانب إلى عمله كدبلوماسي. فقد شغل منصب كبير المستشارين في القطاع المصرفي السوري وعضو مجلس إدارة الخطوط الجوية السورية. يتحدث الدكتور خيامي العربية والإنكليزية والفرنسية والألمانية.
أعلن الدكتور خيامي في 2006 لوسائل الإعلام في لندن أن سوريا تحاول ردع حزب الله من مواصلة شن هجمات صاروخية على إسرائيل، التي كانت مبرر لضرب إسرائيل للبنان وتسببت في أشد أعمال عنف شهدتها لبنان منذ عام 1996 وعُرفت باسم «الحرب الإسرائيلية على لبنان 2006 / مواجهة إسرائيل – حزب الله 2006.»
بعد اندلاع الانتفاضة الشعبية السورية، والتعامل بوحشية مع المتظاهرين قررت وزارة الخارجية البريطانية، بموافقة القصر الملكي، سحب دعوة السفير السوري د/سامي خيامي للزفاف الملكي على خلفية تعامل النظام السوري مع الاحتجاجات. وذكر البيان الصادر عن وزارة الخارجية البريطانية «على ضوء هجوم قوات الأمن السورية على المتظاهرين.. قررت وزارة الخارجية البريطانية أن حضور السفير السوري للزفاف الملكي غير مرغوب به.»
قامت الحكومة السورية بسحب سفيرها في لندن، سامي خيامي، في آذار/ مارس 2011 احتجاجا على إغلاق السفارة البريطانية في العاصمة السورية، واللهجة التهديدية التي استخدمها رئيس الوزراء البريطاني ديفيد كاميرون ضد السلطات السورية. استقال الدكتور خيامي بعد ذلك بوقت وجيز من عمله كدبلوماسي سوري، مشيرا إلى اعتراضه على استخدام النظام العنف المفرط تجاه المتظاهرين كسبب لاستقالته.

بناء على ما تداولته عدد من الصحف العربية والألمانية، فإن سامي خيامي هو أحد مؤسسي مبادرة مجتمعية تُسمي مبادرة "مدونة السلوك لعيش سوري مشترك." وتضم المبادرة في كيانها «مجلس المدونة السورية» العديد من الشخصيات السورية المرموقة، الذين يمثلون العائلات والعشائر والقبائل والمجتمعات السورية المختلفة. كما لعب الدكتور خيامي دور مؤثر في صياغة بنود مدونة السلوك الإحدى عشرة، التي تم توقيعها من العديد من القيادات المجتمعية السورية بداخل سوريا وخارجها، ومن السنة والعلويين وآخرين على السواء في 2017.